# Specjalna operacja wojskowa

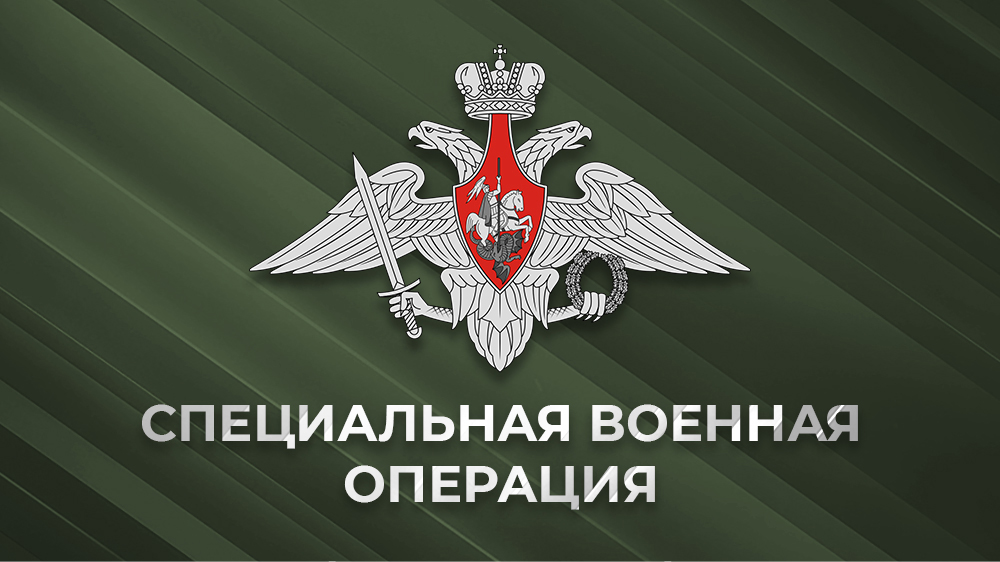
Baner Ministerstwa Obrony Federacji Rosyjskiej wykorzystujący określenie „specjalna operacja wojskowa”

Specjalna operacja wojskowa (ros. специальная военная операция, także operacja specjalna, ros. спецоперация; w skrócie SWO, ros. СВО) – eufemizm propagandowy wprowadzony przez rosyjskie władze i używany przez prorosyjskie źródła w celu opisania inwazji Rosji na Ukrainę. Termin ten po raz pierwszy pojawił się w przemówieniu prezydenta Federacji Rosyjskiej Władimira Putina 24 lutego 2022 roku. „Specjalna operacja wojskowa” to jedyna nazwa inwazji, na którą pozwala cenzura w Rosji.

## Okoliczności wprowadzenia terminu
Używanie eufemizmów do opisu działań wojennych było powszechne w narracji radzieckiej i rosyjskiej przed inwazją na Ukrainę. Przykładami są:
- Agresja ZSRR na Polskę w 1939 roku („wyzwoleńczy pochód Armii Czerwonej”) – później de iure „działania bojowe w czasie zjednoczenia zachodniej Ukrainy i zachodniej Białorusi z ZSRR”[4];
- Inwazja na Czechosłowację w 1968 roku („przyjazna pomoc bratniemu narodowi Czechosłowacji”[5]) – de iure władze rosyjskie nie uznają interwencji w Czechosłowacji za działania bojowe[4][6];
- Radziecka interwencja w Afganistanie w latach 1979–1989 („wprowadzenie do Afganistanu ograniczonego kontyngentu wojsk radzieckich”[5][7]) – później de iure „działania bojowe w Afganistanie”[4];
- I wojna czeczeńska w latach 1994–1996 („operacja przywrócenia porządku konstytucyjnego w Czeczenii”[8][9]) – de iure działania bojowe, a następnie „konflikt zbrojny w Republice Czeczeńskiej i na przyległych do niej terytoriach Federacji Rosyjskiej, określonych jako strefa konfliktu zbrojnego”[4];
- II wojna czeczeńska w latach 1999–2009 – de iure działania bojowe – pierwsza część konfliktu jako „operacja antyterrorystyczna na Kaukazie Północnym”[4];
- Wojna rosyjsko-gruzińska w 2008 roku („operacja specjalna mająca na celu zaprowadzenie pokoju”[5][10]) – de iure działania bojowe „zapewniające bezpieczeństwo i ochronę obywatelom Federacji Rosyjskiej zamieszkującym terytoria Republiki Osetii Południowej i Republiki Abchazji”[4].

Praktyka używania eufemizmów jest powszechna w innych krajach. Prezydent USA Lyndon B. Johnson nazwał rosnące zaangażowanie w wojnę w Wietnamie „ograniczonymi działaniami zbrojnymi”, inwazja Stanów Zjednoczonych i ich sojuszników na Irak w 1991 roku została nazwana operacją Pustynna Burza, a amerykańska inwazja na Afganistan w 2001 roku została nazwana przez George’a W. Busha operacją Trwała Wolność.
W latach 2011–2022 Rosja spadła w rankingu wolności prasy ze 142. na 155. miejsce, co związane jest ze znaczną kontrolą rządu nad mediami.

## Znaczenie
W rosyjskiej terminologii wojskowej nie ma ogólnie przyjętej i formalnej definicji pojęcia „specjalnej operacji wojskowej” (SWO). Brzmi ono podobnie jak wojskowy termin „operacja specjalna”, oznaczający rozwiązywanie lokalnych problemów wojskowo-politycznych przez małe siły zawodowych jednostek specjalnych.
Eksperci Międzynarodowej Federacji Praw Człowieka zauważyli, że użycie tego terminu stwarza wrażenie, że stosowanie środków ograniczonych, zarówno pod względem czasu trwania, jak i intensywności, jest legalne, uzasadnione i konieczne, a zarazem oznacza coś mniej poważnego niż konflikt zbrojny czy wojna. Co więcej, samo określenie „specjalna operacja wojskowa” nie istnieje w prawie międzynarodowym. Władze rosyjskie wolą go używać zamiast słowa „wojna”, gdyż drugie pojęcie wiąże się z poważniejszymi konsekwencjami i większą liczbą ofiar śmiertelnych, co dla mieszkańców Rosji może być trudniejsze do akceptacji. Jak podaje publikacja „Signal” na portalu Meduza.io, w określeniu tym szczególną rolę odgrywa słowo „specjalny”, wskazując na „specjalnie przeszkolonych ludzi”, którzy wymyślili „operację” i działają, wykorzystując w odpowiedni sposób „specjalną wiedzę” o interesach Rosji.
Używanie sformułowania „specjalna operacja wojskowa” w kontekście inwazji na Ukrainę prowadzi do wypaczonego postrzegania wydarzeń. Według Konstantina Gorobca z Uniwersytetu w Groningen oprócz bagatelizowania skali wojny, następuje efekt podwójnej mowy (ang. doublespeak), w istocie podobny do dwójmyślenia opisanego przez George'a Orwella w powieści „Rok 1984”, a który polega na użyciu dwuznaczności w celu celowego ukrycia prawdziwego znaczenia wyrażeń. Gorobiec zauważa, że w odróżnieniu od „wojny” termin „specjalna operacja wojskowa” przedstawia Ukrainę jako kolonię Rosji, podkreśla brak równości między nimi i używa „języka działalności policyjnej”. Zdaniem badacza narracja tego terminu jest imperialistyczna, gdyż zakłada, że rosyjscy przywódcy technicznie uznają niepodległość i odrębną tożsamość Ukrainy, ale postrzegają ją jako państwo upadłe i oderwaną własność Rosji. Tym samym termin według Gorobca oznacza, że armia rosyjska nie „atakuje” suwerennego państwa, ale prowadzi „operację” na terytoriach rosyjskich.
Rosyjscy teoretycy wojskowości płk Władimir Kwaczkow i Wiktor Litwinienko wyrazili opinię, że „specjalna operacja wojskowa” różni się od „wojny” podejściem do użycia siły militarnej – aby osiągnąć cele strategiczne, konieczne jest przeprowadzenie jednej ogólnowojskowej operacji zamiast wielu. Charles Bartles, analityk w Foreign Military Studies Office i Roger McDermott, pracownik Jamestown Foundation, uważają, że taka interpretacja tego terminu w rosyjskich kręgach wojskowych nie wskazuje na bagatelizację odpowiedzialności Rosji za agresję, ale na inną ocenę działań wojennych w definicjach systemu rosyjskiego, różniących się od definicji zachodnich. Według amerykańskich analityków „specjalna operacja wojskowa” w rosyjskim rozumieniu ma mniejszą wagę niż „wojna”, gdyż wyraża się w prowadzeniu dużej, ale krótkotrwałej kampanii wojskowej. Zdaniem Bartlesa i McDermotta różnica ta daje wgląd w to, jak rosyjscy przywódcy definiują „czerwone linie”, „zwycięstwo” i „porażkę” w kontekście konfliktu, zaś słowa Kwaczkowa i Litwinienki wskazują na uznanie porażki „specoperacji” i przejście konfliktu w fazę pełnoprawnej wojny, nawet według standardów rosyjskich, a użycie eufemizmu zachowane jest wyłącznie ze względów politycznych.

## Użycie
Wielu obserwatorów zauważyło, że wprowadzenie eufemistycznego określenia „SWO” jest przykładem „rosyjskiej nowomowy”, której częścią jest kształtowanie alternatywnego, mniej niebezpiecznego w wydźwięku obrazu rzeczywistości, poprzez złagodzenie sformułowań w oficjalnych komunikatach i mediach. Oprócz słowa „SWO” w „słowniku” władz rosyjskich używane są także inne eufemizmy służące do opisania wydarzeń podczas inwazji na Ukrainę: eksplozje będące wynikiem ukraińskich ataków na terytorium Rosji nazywano „trzaskiem” lub „głośnym dźwiękiem”, odwrót armii rosyjskiej określono jako „planowane przegrupowanie wojsk” czy „gest dobrej woli” (jak w przypadku walk o Wyspę Wężową), a określenie „precyzyjne uderzenia” rosyjskie Ministerstwo Obrony używa do określenia ataków na cele cywilne na Ukrainie.

### W propagandzie
W rosyjskiej propagandzie określenie „specjalna operacja wojskowa” jest głównym określeniem wojny z Ukrainą i zastępuje definicję „wojny”, której władze rosyjskie i media państwowe starannie unikały przez pierwsze miesiące inwazji. Krytycy Władimira Putina argumentują, że używanie słowa „wojna” do opisu konfliktu na Ukrainie faktycznie stało się nielegalne w Rosji. 24 lutego 2022 roku, 6 godzin po rozpoczęciu wkroczenia wojsk rosyjskich na Ukrainę, rząd rosyjski zaostrzył cenzurę, oficjalnie wymagając od mediów wykorzystywania wyłącznie materiałów pochodzących z oficjalnych źródeł rosyjskich. Następnie pod naciskiem władz wiele organizacji pozarządowych opuściło kraj lub zostało zamkniętych. Władze rosyjskie zablokowały dostęp do szeregu zasobów Internetu, które nie spełniały stawianych wymagań. W mediach i instytucjach edukacyjnych Rosji władze otrzymały polecenie używania określenia „specoperacja”.
Na początku listopada 2022 roku „zasadę” niemówienia o „wojnie” po raz pierwszy złamał prezenter telewizyjny Władimir Sołowjow podczas audycji radiowej. Następnie wydarzenia na Ukrainie zostały publicznie nazwane „wojną” przez Władimira Putina, Siergieja Ławrowa, Dmitrija Miedwiediewa, Margaritę Simonjan, Ramzana Kadyrowa, Siergieja Kirijenkę, Giennadija Ziuganowa oraz innych rosyjskich urzędników i dziennikarzy mediów państwowych. Terminu „wojna” używali oni najczęściej w kontekście konfrontacji Rosji z „kolektywnym Zachodem” lub NATO.
Używanie terminu „wojna” w kontekście inwazji na Ukrainę zamiast określenia „specjalna operacja wojskowa” może skutkować ściganiem przez władze rosyjskie na podstawie „ustawy o fake newsach” przyjętej 4 marca 2022 roku, gdyż „wojna” nie odpowiada oficjalnemu stanowisku Rosji, zatem w świetle rosyjskiego prawa jest to dezinformacja.
Rosyjskie władze i media starają się unikać określenia „wojna” w kontekście Ukrainy, używając go w konkretnych określeniach takich jak „wojna gazowa” czy „wojna informacyjna”. Jednocześnie termin „wojna” jest swobodnie używany w kontekście opisu stosunków Rosji ze światem zachodnim. W marcu 2024 roku rzecznik Kremla Dmitrij Pieskow powiedział, że inwazja na Ukrainę była „de iure specjalną operacją wojskową”, która po tym, jak zagraniczne kraje zaczęły udzielać Ukrainie pomocy wojskowej, przerodziła się w „de facto wojnę” przeciwko „kolektywnemu Zachodowi”. W rosyjskich podręcznikach szkolnych wprowadzonych we wrześniu 2023 roku określono, że celem „specjalnej operacji wojskowej” jest „ochrona Donbasu i proaktywne zagwarantowanie bezpieczeństwa Rosji”.

### W mowie potocznej
Antropolożka społeczna Aleksandra Archipowa zauważyła, że od września 2022 roku zamiast „specjalnej operacji wojskowej” częściej używano skrótu „SWO”. Według Archipowej wynika to z niewygodnej długości pełnego terminu w mowie, jak i chęci ukrycia istoty jego znaczenia za pomocą zastosowanego skrótu.

### W kulturze
Ze względu na swój oczywisty eufemizm termin ten stał się memem internetowym wyśmiewającym rosyjską propagandę. Pod koniec 2022 roku eufemizm zwyciężył w kategorii „Wyrażenie Roku” w niezależnym od władz rosyjskim konkursie „Słowo Roku”.
Półoficjalnym symbolem „specjalnej operacji wojskowej” jest łacińska litera „Z”, używana przez Ministerstwo Obrony Federacji Rosyjskiej i Rosgwardię.

### Poza Rosją
W ukraińskich mediach eufemizm „specjalna operacja wojskowa” jest często wykorzystywany, lecz jako termin ujęty w cudzysłów. Białoruskie media państwowe takie jak „Biełaruś Siegodnia”, używają na co dzień określenia „specoperacja” zgodnie z rosyjskim znaczeniem.
W rezolucji Zgromadzenia Ogólnego ONZ z 1 marca 2022 roku termin „specjalna operacja wojskowa” został jednokrotnie użyty w cudzysłowie, aby odzwierciedlić stanowisko Rosji, które nie jest uznawane przez samą organizację.